# Sumberrejo (Lampung)
Sumberrejo is een bestuurslaag in het regentschap Tanggamus van de provincie Lampung, Indonesië. Sumberrejo telt 2043 inwoners (volkstelling 2010).